# Augusto Guzzo
O Professor Augusto Guzzo nasceu em São Carlos do Pinhal, SP, filho de Francisco Guzzo e de d. Thereza de Vito Guzzo. Em São paulo estudou na Escola de Comércio Alvares Penteado, onde se formou em ciências contábeis no ano de 1925. Foi o fundador, no bairro da Lapa, da “Escola de Comércio Campos Salles”, atual Colégio Campos Salles e Faculdades Integradas Campos Salles. Foi professor de contabilidade, presidente do Sindicato dos Estabelecimentos de Ensino Comercial do Estado de São Paulo, fundador e presidente do Rotary Clube-Oeste, fundador da Editora Estrutura Ltda., fundador da Seimes – Indústria Gráfica Ltda. Foi autor de diversos livros sobre o ensino da contabilidade. Foi casado com d. Disiolina Ponteli Guzzo e teve a filha Jacyra Guzzo. Faleceu em São Paulo no dia 05 de setembro de 1988, aos 82 anos de idade e foi sepultado no cemitério da Lapa.

## Carreira.[3]

### Atividades Docentes
- Professor de Contabilidade, de 1925 a 1947
- Professor de Contabilidade Mercantill, de 1925 a 1947

### Atividades Oficiais
- Designado para fazer parte da Comissão de Assistência do Fundo Nacional do Ensino Médio[4]
- Chefe da Missão Técnico-Pedagógica da Diretoria de Ensino Comercial do Ministério da Educação e Cultura, realizada em Fortaleza, de 23 a 29/11/1959.

### Outras Atividades
- Fundador e membro do Rotary Clube de São Paulo - Oeste
- Ex-Presidente do Rotary Clube de São Paulo (1961/1962)
- Fundador da Editora Estrutura Ltda. (Livros Didáticos)
- Fundador da Seimes - Indústria Gráfica Ltda. (Impressos Escolares)

## Títulos Honoríficos e Condecorações
| Ano  | Títulos Honoríficos e Condecorações |
| ---- | --- |
| 1965 | Agraciado com o Grau de Comendador pela Sociedade Geográfica Brasileira, recebendo a Comenda Brigadeiro José Viana Couto de Magalhães |
| 1966 | Condecorado pela Sociedade Geográfica Brasileira, com o Colar Marechal Rondon |
| 1970 | Recebeu o Título de "Homem do Ano", outorgado pela Associação Comercial de São Paulo - Distrital Lapa |
| 1972 | Recebeu a Grã-Cruz da Legião de Honra Marechal Rondon e Diploma outorgados pelo Museu de História da Guanabara |
| 1972 | Recebeu Diploma de Benemérito de Honra, conferido pela Associação Amigos de Faria Lima |
| 1972 | Recebeu o Título de "Professor Honoris Causa" pela Faculdade de Educação Campos Salles |
| 1973 | Recebeu a Cruz de Mérito Cívico e Cultural, pela Sociedade Brasileira de Heráldica e Medalhística de São Paulo |
| 1974 | Recebeu a Medalha Euclides da Cunha, pelo Clube dos Estados |
| 1975 | Recebeu o Diploma e a Medalha Amigo da Marinha, concedidos pelo Ministério da Marinha, Comando do 6 Distrito Naval |
| 1975 | Recebeu o Diploma de Benfeitor, concedido pela Sociedade Amigos da Cidade, na IX Caravana da Amizade |
| 1976 | Recebeu a Medalha Ana Neri, concedia pela Sociedade Brasileira de Educação e Integração |
| 1977 | Homenageado no Jubileu de Prata da Associação Comercial de São Paulo - Lapa, como Pioneiro do Empresariado Lapeano |
| 1977 | Admitido como Membro Titular da Academia Brasileira de História - Legião do Mérito Histórico, recebendo a Medalha da Ordem do Mérito Republicano, no Grau de Comendador                                                                                  |
| 1977 | Recebeu Diploma e Medalha da Ordem do Mérito Republicano, no Grau de Grande Oficial, concedidos pelo Grão-Mestrado da Legião do Mérito Histórico |
| 1978 | Recebeu Diploma da Creche João XXIII, por serviços prestados à Ação Comunitária Paroquial de Guaianazes, da Arquidiocese de São Paulo |
| 1979 | Recebeu o Diploma de Gratidão da Cidade de São Paulo e a Medalha Anchieta, pela Câmara Municipal de São Paulo, proposição do Vereador Celso Matsuda |
| 1979 | Recebeu o Diploma de Achievement International Recognition, pelo The International Registry of Who's Who - Geneva - Suíça |
| 1980 | Recebeu a Medalha da Ecologia, da Sociedade Geográfica Brasileira |
| 1980 | Recebeu Certificado de Gratidão e Medalha Comemorativa da Visita de S.S. O Papa João Paulo II, conferidos pelo Instituto Histórico e Cultural Pero Vaz de Caminha                                                                                        |
| 1981 | Recebeu o Diploma e a Medalha Campos Salles, concedidos pela Sociedade Brasileira de Artes, Cultura e Ensino, com sede em Campinas-SP |
| 1981 | Recebeu o título de "Amigo da Imprensa Periódica", pela Associação de Imprensa Periódica Paulista |
| 1983 | Recebeu título de Lapeano do Ano, pelo Clube dos Lojistas da Lapa |
| 1984 | Recebeu a Medalha da Lapa, pelo jornal "Tribuna da Lapa" |
| 1987 | Recebeu o Diploma de Participação Especial na IV Jornada Latino-Americana de Educação!ao, conferido pela Federação das Associações Educativas Privadas Latino-Americanas - FAEPLA e pelo Sindicato dos Estabelecimentos de Ensino no Estado de São Paulo |
| 1989 | Recebeu Placa de Prata pelos 64 anos de associado do Sindicato dos Contabilistas de São Paulo |
| 1989 | Recebeu Placa de Prata como Patrono dos Formandos das Faculdades "Campos Salles" |
| 1999 | Homenagem com a concessão de Logradouro: Rua Professor Augusto Guzzo pela Câmara Municipal de São Paulo |